# West-Fork-Gletscher (Chulitna River)
Der West-Fork-Gletscher (englisch West Fork Glacier) ist ein 14 km langer Talgletscher im Denali-Nationalpark in der Alaskakette in Alaska (USA). 

## Geografie
Das Nährgebiet des Gletschers befindet sich an der Südflanke des Hauptkamms der Alaskakette südlich des Anderson Pass. Der Gletscher strömt in östlicher Richtung. Das untere Gletscherende liegt auf einer Höhe von etwa 950 m und bildet den Ursprung des West Fork Chulitna River. Die Gletscherbreite liegt bei 900 m.